# Eucharistie

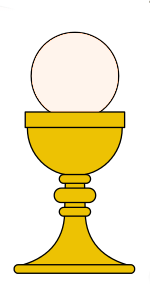
Chléb a víno – symbol eucharistie

Eucharistie (řec. díkuvzdání) je křesťanský obřad, kterým se připomíná Poslední večeře Ježíše Krista před jeho ukřižováním. Podstatou obřadu je rituální konzumace chleba a vína, ve kterých jsou dle víry křesťanů přítomny tělo a krev Krista. Pojmem eucharistie se také označuje tento chléb a víno.
V katolických a pravoslavných církvích jde eucharistickou liturgii během jejich bohoslužeb (mše, Božská liturgie apod.), v protestantském prostředí se používá označení vysluhování večeře Páně. Eucharistie spolu se křtem jsou svátosti, které uznávají téměř všechny křesťanské církve.
Pojem eucharistie pochází z řeckého εὐχαρίστειν eucharistein děkovat – ústředním bodem celého slavení eucharistie je děkovná modlitba. Historicky se eucharistie vyvíjela, jednotlivé církve mají rity přizpůsobené vlastní tradici. Teologické chápání eucharistie a podstaty Kristovy přítomnosti v chlebu a vínu se v jednotlivých církvích různí.

## Eucharistie v Novém zákoně
| Biblická místa, která mají souvislost s eucharistií | Biblická místa, která mají souvislost s eucharistií                                                |
| --------------------------------------------------- | -------------------------------------------------------------------------------------------------- |
| kněz Melchisedech                                   | Gn 14, 18 (Kral, ČEP)                                                                              |
| pesachová hostina                                   | Ex 12, 3–20 (Kral, ČEP)                                                                            |
| díkůvzdání a lámání chleba                          | Mt 15, 36 (Kral, ČEP) Mk 8, 6 (Kral, ČEP) L 24, 30 (Kral, ČEP); L 24, 35 (Kral, ČEP)               |
| poslední večeře                                     | Mt 26, 17–29 (Kral, ČEP) Mk 14, 12–25 (Kral, ČEP) L 22, 14–20 (Kral, ČEP) 1K 11, 23–26 (Kral, ČEP) |
| povelikonoční lámání chleba                         | Sk 2, 42 (Kral, ČEP); Sk 2, 46 (Kral, ČEP) 1K 10 (Kral, ČEP)                                       |
| reflexe nad smyslem eucharistie                     | J 6 (Kral, ČEP)                                                                                    |

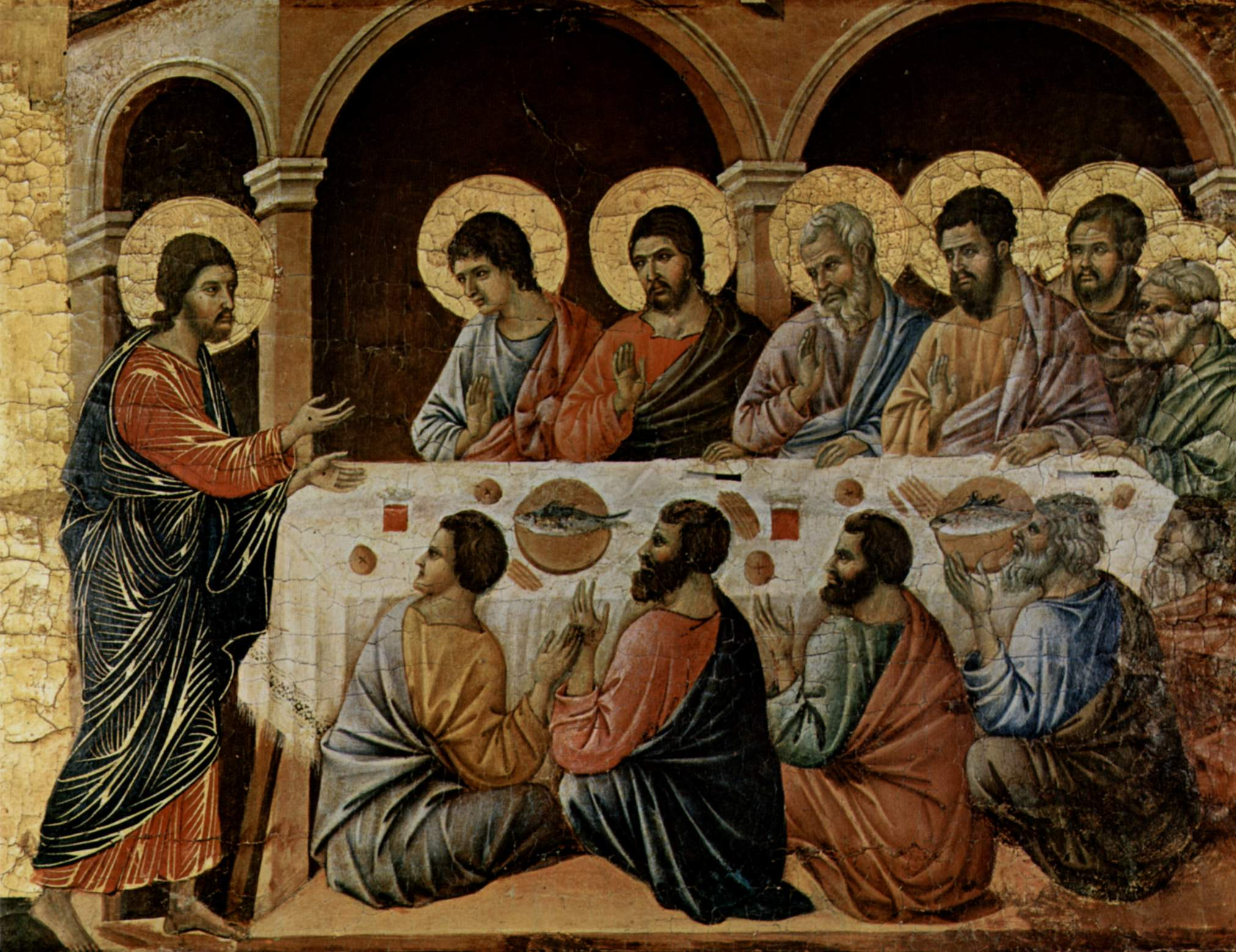
Duccio di Buoninsegna, Zjevení Krista při večeři Páně (1308–1311), oltářní panel sienského dómu

V Novém zákoně je označována jako lámání chleba (Sk 2,42) nebo večeře Páně (1 Kor 11,20). Byla ustavena na Zelený čtvrtek při tzv. Poslední večeři Páně. Ježíš pozdvihuje chléb a říká: Vezměte a jezte z toho všichni. Toto je moje tělo, které se za vás vydává. Poté bere do rukou kalich vína a praví:  Vezměte a pijte z něho všichni. Toto je kalich mé krve, která se vydává za vás a za všechny na odpuštění hříchů. Toto je smlouva nová a věčná, to konejte na mou památku. Jednotlivé zprávy o večeři Páně vyzdvihují rozdílné teologické důrazy.
Ve středu Markova pojednání stojí slova nad kalichem a spásná moc Kristovy krve („nová smlouva v mé krvi“). Matouš vyzdvihuje, že Ježíšova krev se prolévá „na odpuštění vašich hříchů“. Lukáš klade těžiště svého vyprávění do eschatologického významu poslední Ježíšovy večeře a zdůrazňuje Ježíšova slova o tom, že učedníci nejsou v bezpečí před zradou, klamy a vlastní vinou. V Lukášově podání stojí za zmínku i dva kalichy – jeden na začátku, druhý na konci společného jídla. Jan vyprávění o poslední večeři vůbec míjí, namísto toho se u něj vyskytuje pasáž o mytí nohou. V Pavlově úryvku o poslední večeři je zdůrazněn zvěstovatelský rozměr eucharistie, na konci pak varuje před nehodnou účastí na večeři Páně.

### Praxe v prvotní církvi
Společné stolování hrálo v prvotní církvi důležitou součást společného života. Skutky apoštolů uvádějí lámání chleba mezi čtyřmi pilíři křesťanského společenství. Dnes se rozlišuje mezi večeří Páně a tzv. hostinou agapé. Pavel hovoří o večeři Páně jako o běžné součásti života církve. Původními místy slavení eucharistie byly domy členů církve. Dnem, kdy se církev k eucharistii scházela, byla neděle, tzv. den Páně. Při večeři Páně, podobně jako při židovské pesachové hostině, se připomínaly a zároveň zvěstovaly dějiny spásy, tedy dějiny lidské zkušenosti s Bohem. Vrchol těchto dějin spásy, připomínaných při slavení eucharistie, pak pro křesťany představovalo Ježíšovo utrpení, smrt a vzkříšení. Na žádném z míst Nového zákona není přímo dosvědčena úloha kněží při lámání chleba. Toto mlčení však zároveň může být známkou toho, že se v prvotní církvi považovalo za samozřejmé, že slavení eucharistie předsedá někdo z apoštolů nebo jejich nástupců.
Je pravděpodobné, že se první křesťané scházeli k slavení eucharistie (památky poslední večeře Páně) ne pouze jeden den v týdnu, nýbrž každý den (viz Skutky 2,46)
a skutky 20,7 pouze poukazují na jeden takový den ( zrovna den „Páně“), po kterém se nesešli, neboť někteří odcestovali.
Dále pouze z bible není patrno, že „den Páně“ je neděle. Naopak Ježíš, učil v synagoze v sobotu (Marek 1,21)(Lukáš 13,10) a o sobě prohlásil, že je Pánem i nad sobotou (Matouš 12,8; Marek 2,28 a Lukáš 6,5). Z toho je možné se domnívat, že „den Páně“ je sobota.

## Teologické chápání eucharistie

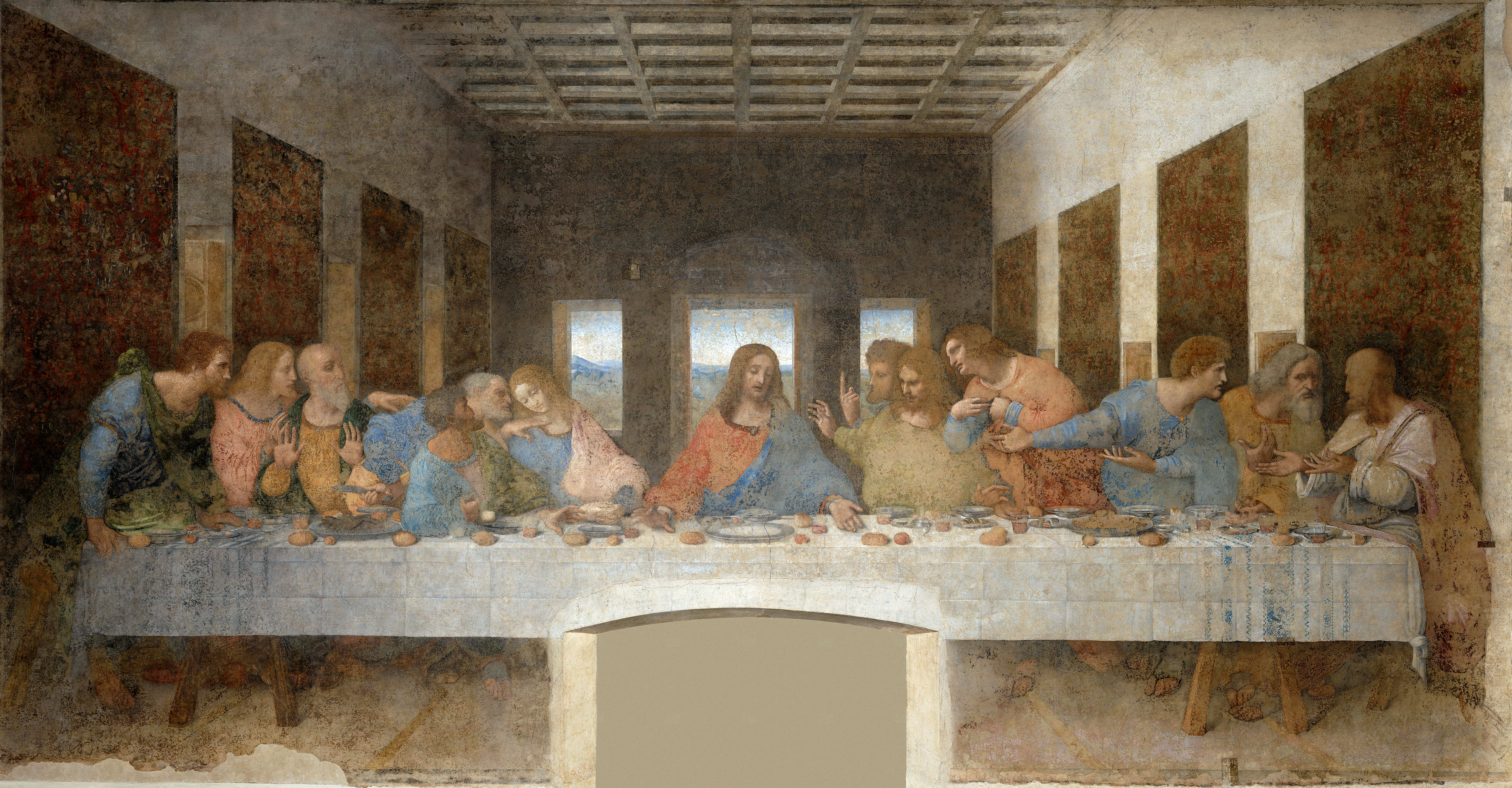
Leonardo da Vinci, Poslední večeře, 1495–1498

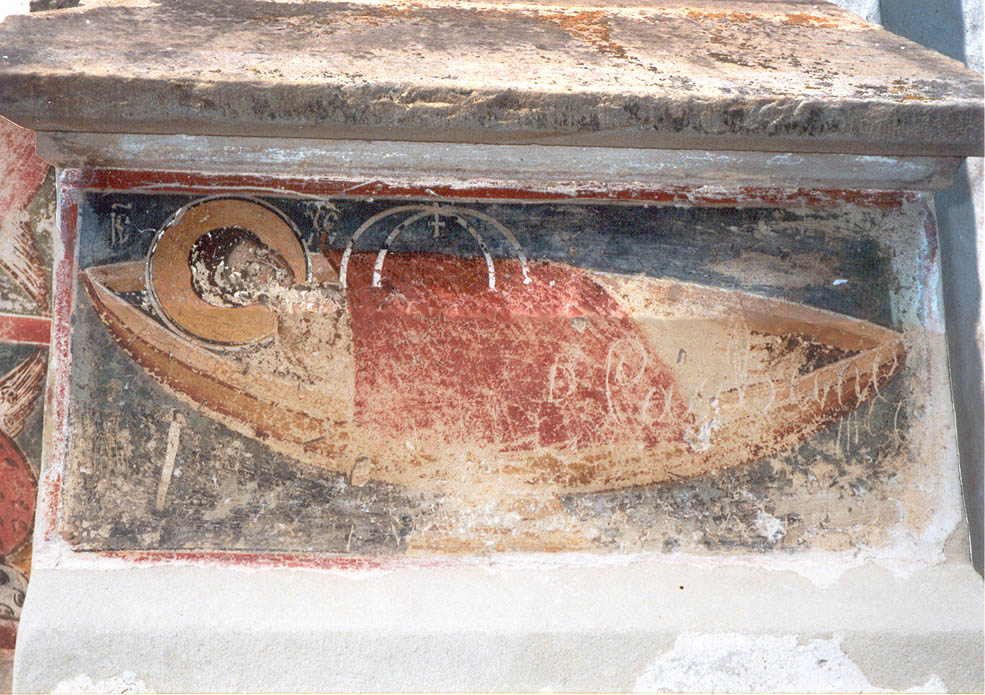
Zobrazení podstaty eucharistie na stěně kostela v klášteře Moldoviţa. Na pateně je zobrazen Kristus v lidské podobě

Již na začátku 2. století se z původní křesťanské bohoslužby vyvíjí ustálená svátost. Historicky o tom svědčí především listy Ignáce z Antiochie († asi 107), který se o slavení eucharistie vyjadřuje na několika místech:
Protože nevyznávají, že Eucharistie je tělem našeho Spasitele Ježíše Krista, které trpělo za naše hříchy a které Otec ve své dobrotivosti vzkřísil, proto se vzdalují Eucharistii a modlitbě.
Starokřesťanský spis Didaché vybízí křesťany k účasti na společném slavení eucharistie:
V den Páně se shromažďujte, lámejte chléb a děkujte. Napřed však se vyznejte ze svých hříchů, aby vaše oběť byla čistá.
Justin Mučedník (asi 110–165) chápe chléb a víno při večeři Páně jako tělo a krev Kristovu. Jeho První apologie je zároveň nejstarším svědectvím (kromě zmiňovaného úryvku v Didaché) úvahy nad obětním charakterem slavení eucharistie, kterému již předsedá kněz (tedy nikoli laik).
V průběhu středověku se změnila eucharistická praxe: u laiků snížila frekvence přijímání, takže se muselo nařizovat povinné přijímání jednou ročně. Zaniklo též laické přijímání pod obojí. Oproti tomu vznikly nové formy eucharistické úcty jako je adorace a vystavování svátosti. Tyto změny nelze vysvětlit strachem laiků z nehodného přijímání ale spíše z neochoty kněží je udělovat. Stejně tak přijímání pod jednou není možné odůvodnit pouze praktickými okolnostmi, vzhledem k tomu, že např. v Německu přetrvala do 15. století praxe podávat laikům současně s Tělem Krista též neproměněné víno.
Česká reformace obnovila důraz na časté přijímání (Matěj z Janova) a posléze obnovila i přijímání pod obojí – utrakvismus (Jakoubek ze Stříbra, Mikuláš z Drážďan). Odvolávala se přitom na učení církevních Otců a na dekret papeže Gelasia I. (5. stol.), který přijímání pod jednou prohlásil za svatokrádež.
Církve vzešlé z reformace se v chápání eucharistie drží pouze novozákonních svědectví, katolická církev a pravoslaví přejímají pro svou nauku i pohledy raných křesťanských autorů. V chápání eucharistie lze rozlišit dva hlavní názory:[zdroj?]

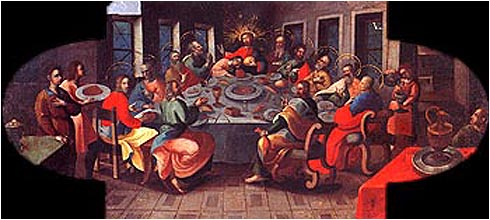
Ukrajinská ikona poslední večeře (1728)

- Stoupenci jedné skupiny učí, že pod způsobami chleba a vína je Ježíš Kristus skutečně a současně přítomen (reálná přítomnost) a účastníci slavení eucharistie mají prostřednictvím jídla a pití tělesnou účast na Kristu. Tento názor je vlastní katolické církvi, pravoslaví, anglikánské církvi a lutherským církvím. Slavení eucharistie je památkou, která zpřítomňuje Krista uprostřed jeho věřících.
- Druhá skupina učí, že způsoby chleba a vína jsou pouze znameními či symboly, které poukazují na Kristovo tělo a krev, ale nejsou jimi. Večeře Páně je tak pouhou připomínkou s důrazem na společenství těch, kteří se shromažďují kolem 'stolu Páně'. Tohoto názoru se drží reformované církve, baptisté a letniční církve.

Ve všech případech je však slavení Večeře Páně ritualizovaným zpřítomněním Boží milosti.

## Svátost Eucharistie
V dnešní církvi je Eucharistie jednou ze sedmi svátostí a je vnímána jako svátost díkůčinění. Může ji udílet biskup nebo kněz.

### Podmínky pro přijetí svátosti
Obecně platí, že tuto svátost může přijmout pokřtěný člověk, který nemá na svědomí těžký hřích a splňuje další podmínky danou církví uložené.

#### Římskokatolická církev
V římskokatolické církvi se zachovává tradice prvního sv. přijímání, kde všechny děti z farnosti, které jsou starší 6 let, společně po přípravě a individuální první zpovědi poprvé přijmou Tělo Kristovo. Do začátku 20. století byla věková hranice vyšší. První svaté přijímání bývá konáno slavnostním způsobem při vhodné příležitosti (často v rámci slavnosti Těla a Krve Páně na přelomu jara a léta, případně v jiném termínu, který se jeví vhodný). 
Svaté přijímání může přijmout pokřtěný člověk, který již byl u prvního svatého přijímání, nemá na svědomí těžký hřích a není stižen církevními tresty, které mu přístup k přijímání zakazují.
V římskokatolické církvi může být v mimořádných případech uděleno svaté přijímání nekatolíkům, liberální duchovní však razí výklad, podle kterého je možno přijímání udělit každému, kdo věří v přítomnost Krista v této svátosti, a zákaz podávat přijímání nekatolíkům v praxi často ignorují.[zdroj?]

#### Pravoslaví
Pravoslavná církev umožňuje účast na přijímání pouze pravoslavným křesťanům (tedy obvykle pouze svým vlastním věřícím, intercommunio se zde nepraktikuje), a to i nemluvňatům od okamžiku jejich křtu. V pravoslavné věrouce neexistuje nauka o dědičném hříchu (respektive je zde jiné chápání následků prvotního hříchu, než v katolické církvi), dítě je tedy chápáno jako neschopné vědomého hříchu až do doby nabytí schopnosti rozlišovat dobro a zlo. Je tedy bezhříšné a je tedy možné mu přiměřeným způsobem podat přijímání. Dítě se obvykle začíná zpovídat (tedy již vyznávat hříchy, jichž si je vědomo) v době kolem začátku školní docházky. Někdy se připouští i pozdější hranice nutnosti před přijímáním se vyzpovídat, například od dvanácti let. Dospělí se zpovídají buď pokaždé, když chtějí přijímat (obvyklejší praxe), nebo může zpovědník stanovit lhůtu, po kterou může věřící přistupovat k přijímání po absolvování jedné zpovědi opakovaně (méně obvyklá praxe, podobná katolické, kdy k pravidelnému přijímání stačí například jedna zpověď za měsíc). Před liturgií, na níž hodlá přijímat, by se věřící měl pokaždé pomodlit určené přípravné modlitby, v některých církevních obcích se lze setkat s praxí, že tyto přípravné modlitby (tzv. Kánon ke sv. Přijímání) se modlí nahlas žalmista po hodinkách, když kněz ještě koná přípravnou část liturgie, tzv. proskomidii.

#### Utrakvismus
Utrakvismus přiznává právo přijímat všem pokřtěným (tedy i malým dětem) vzhledem k tomu, že plného rozumového pochopení nejsou schopni ani dospělí.

### Svátosti
Mezi svátosti patří mimo eucharistii ještě:
- Svatá zpověď
- Křest
- Biřmování
- Svátost manželství
- Kněžské svěcení
- Pomazání nemocných

## Liturgie

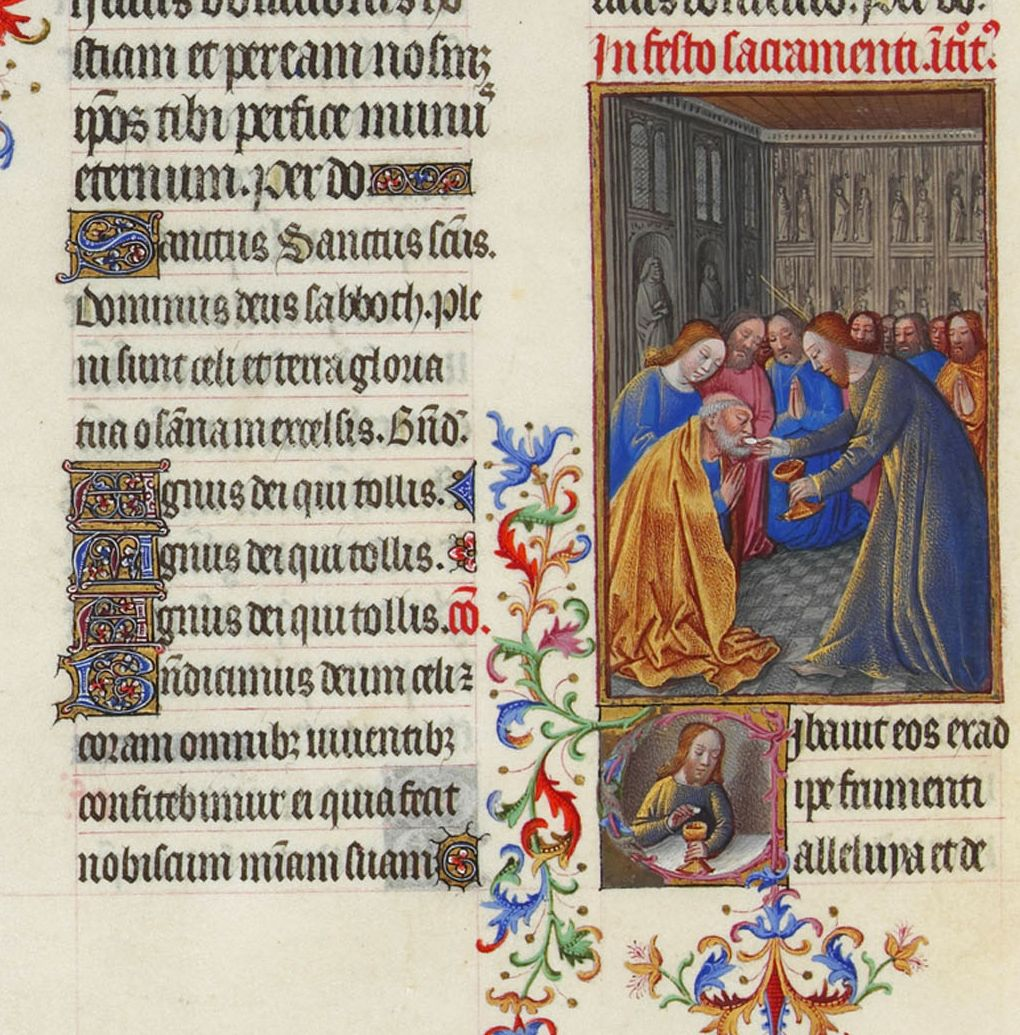
Přijímání apoštolů, Přebohaté hodinky vévody z Berry, fol. 189v., Chantilly

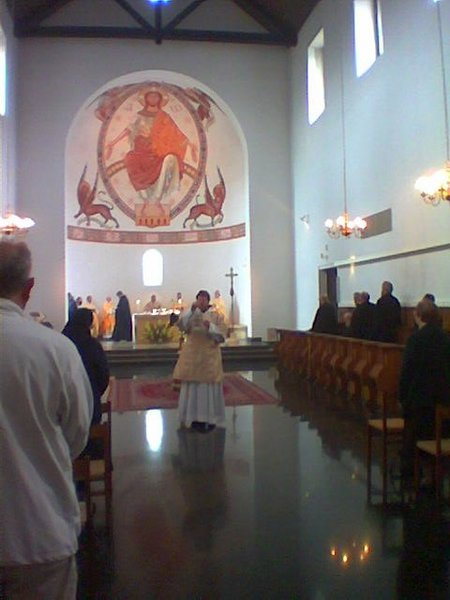
Eucharistická liturgie v klášteře Chevetogne v Belgii

Navzdory rozdílům v různých církvích a ritech si existuje v eucharistické liturgii mnoho společných prvků. Některé z nich jsou dosvědčeny historickými prameny již ve 2. a 3. století.
- vyznání hříchů
- Gloria (pouze v neděli a o svátcích)
- vstupní modlitba
- čtení z Písma
- homilie či kázání
- vyznání víry (pouze o nedělích a svátcích)
- přímluvy (modlitba věřících)
- přinášení darů
- eucharistická modlitba
  - preface
  - Sanctus
  - anamneze
  - epikleze
  - „tajemství víry“
  - velká doxologie
- modlitba Páně
- pozdravení pokoje
- Agnus Dei
- lámání chleba
- přijímání
- Závěrečná modlitba
- požehnání a propuštění lidu

Pořadí jednotlivých úkonů se může lišit mezi různými liturgickými tradicemi.

### Římskokatolická církev
V římskokatolické církvi se eucharistie neboli Nejsvětější svátost také uchovává v kostelích (z praktických důvodů se uchovává pouze Tělo Kristovo), a to ve svatostánku (též tabernákulum, či řidčeji sanktuárium) v liturgických nádobách. Tyto nádoby mají podle tvaru a funkce rozdílné názvy: ciborium – v něm se uchovávají malé hostie, které přijímají věřící účastníci bohoslužby, dále pyxida (je buď celokovová, neprůhledná, nebo se skleněným průhledem, pak se jí říká též custodia) – v ní se přechovává tzv. „velká hostie“ umístěna do zvláštního úchytu nazývaného lunula, která se vkládá do monstrance. Také se někdy do svatostánku dává přímo monstrance. V té je vystavována při tzv. (eucharistickém) výstavu, neboli věřící jsou vyzváni k adoraci (klanění). Zprvu se totiž eucharistie uchovávala, jen kvůli nemocným křesťanům, aby ti, kteří se nemohli zúčastnit mše svaté, mohli být posilněni Kristovým tělem, a to buď k uzdravení nebo k přechodu ze smrti do věčného života (toto poslední svaté přijímání se nazývá viatikum, tzv. pokrm na cestu z latinského via – cesta). Teprve později (za sv. Františka z Assisi) se začínala šířit úcta klanění se Tělu Kristovu a s tím související snaha o čistotu liturgických pláten a vytvoření všech pravidel, jak uchovávat tuto svátost.
Jedním z těchto pravidel je tzv. věčné světlo svítící poblíž svatostánku, které svým svitem má upozornit – pokloň se před Pánem, jenž se dal uvěznit…
Jak šla staletí, úcta v katolické církvi se prohlubovala, bylo složeno mnoho písní k oslavě Nejsvětější svátosti (nejznámější z nich pochází od sv. Tomáše Akvinského: „Adoro Te Devote“ – Klaním se Ti vroucně…), byly zavedeny adorace a procesí a dokonce vznikl svátek Těla a Krve Páně neboli lidově Boží tělo.

## Eucharistické zázraky
Přehled eucharistických zázraků, tedy zázraků souvisejících s proměněnou hostií, podává časopis Milujte se!.

## Ostatní
Proměněné hostie (eucharistie) byly vzaty i do vesmíru, a to v roce 2013 americkým kosmonautem a katolíkem Michaelem Hopkinsem. Podle vlastních slov šlo o šest hostií, z nichž každá byla rozlomena na čtyři části, aby mohl tělo Kristovo přijímat každý týden, který strávil ve vesmíru.
Kosmonaut a presbyteriánský starší Edwin Aldrin přijal r. 1969 večeři Páně na povrchu Měsíce (na palubě přistávacího modulu Apolla 11).